# Tollembeek
Tollembeek is een deelgemeente van Pajottegem, gelegen in het Pajottenland en ligt met station Tollembeek op de spoorlijn 123. Tot de deelgemeente behoort ook nog het gehucht Herhout. Tollembeek was een zelfstandige gemeente tot aan de gemeentelijke herindeling van 1977. Daarna was het deel van de gemeente Galmaarden tot aan de fusie met Gooik en Herne naar Pajottegem op 1 januari 2025.

## Geschiedenis
Tot aan de Franse Revolutie behoorde Tollembeek tot het Land van Edingen en het graafschap Henegouwen. Het grondgebied maakte deel uit van het Hernewoud, dat bediend werd door een meier en zes schepenen en dat verschillende enclaves telde.  Het kwam aan de graven van Henegouwen in de 9e eeuw en in de 13e eeuw aan de heren van Edingen. De eerste vermelding van Tollembeek dateert van 1148 en wordt dan geschreven als Tholobecca. Sinds het begin van de 16e eeuw is Tollembeek een zelfstandig dorp.
Na de Franse invasie werd Tollembeek een gemeente in het kanton Herne van het Dijledepartement. Dit departement werd nadat de Fransen verdreven waren omgevormd tot de provincie Zuid-Brabant, de latere Belgische provincie Brabant. De gemeente Tollembeek bleef bestaan tot 1977, toen ze gefusioneerd werd met Galmaarden. In Tollembeek bevond zich in de Leonarduswijk (Sint-Leonardusstraat 7) het  naturismeterrein Phoebus.

## Bezienswaardigheden
- De Sint-Leonarduskapel
- De Kapel Onze-Lieve-Vrouw van Halle
- De Heetveldemolen
- De Wielantmolen
- De Flietermolen
- De Sint-Martinuskerk

## Natuur en landschap
Tollembeek ligt op een hoogte van 25-66 meter. De plaats ligt aan de Mark en de Markvallei is een natuurgebied.

## Demografische ontwikkeling
- Bronnen:NIS, Opm:1831 tot en met 1970=volkstellingen; 1976 = inwoneraantal op 31 december

## Politiek

### Burgemeesters

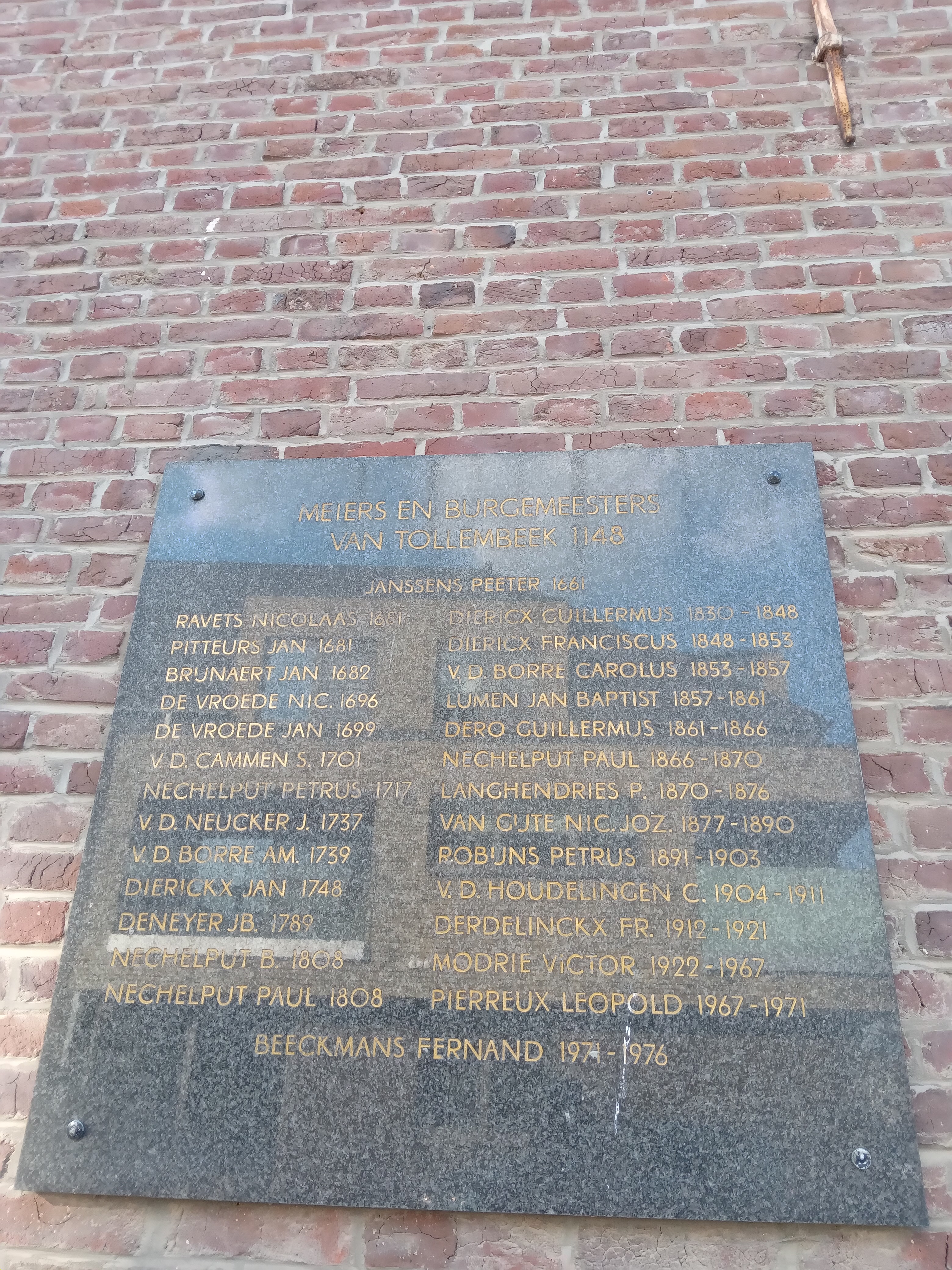
Lijst van de voormalige meiers en burgemeesters van Tollembeek

- Guillermus Dierikx (1830-1848)
- Franciscus Dierikx (1848-1853)
- Carolus Van de Borre (1853-1857)
- Jan Baptist Lumen (1857-1861)
- Guillermus Dero (1861-1866)
- Paul Nechelput (1866-1870)
- P. Langhendries (1870-1876)
- Nic. Joz. Van Gijte (1877-1890)
- Petrus Robijns (1891-1903)
- C. Van de Houdelingen (1904-1911)
- Fr. Derdelinckx (1912-1921)
- Victor Modrie (1922-1967)
- Leopold Pierreux (1967-1971)
- Fernand Beeckmans (1971-1976)

## Cultuur

### Spotnaam
De spotnaam van de Tollembekenaren is de Hanezoekers van Tollembeek.

## Bekende inwoners
- Joris Potvlieghe, clavichord- en orgelbouwer
- De Vlaamse komiek Urbanus woont al sinds jaren in Tollembeek. Het dorp is ook de setting van de stripreeks Urbanus. In de stripreeks ziet het dorp er echter helemaal anders uit dan in de echte wereld.
- Senne Dehandschutter, Vlaams acteur en regisseur, werd geboren in Tollembeek. Hij is o.a. bekend van Man Bijt Hond. Hij speelde hier de jongste zoon in de rubriek Vaneigens.
- Priske Dehandschutter, Vlaamse actrice en sopraanzangeres, werd net als haar broer Senne Dehandschutter geboren in Tollembeek. Ze speelde o.a. mee in Familie & Booh!

## Partnersteden
- Tollebeek (Nederland)

## Nabijgelegen kernen
Vollezele, Galmaarden, Herhout, Herne
Deelgemeenten: Galmaarden · Gooik · Herne · Herfelingen · Kester · Leerbeek · Oetingen · Sint-Pieters-Kapelle · Tollembeek · Vollezele

Overige dorpen en gehuchten: Drie Egypten · Gemelingen · Kesterbrugge · Kokejane · Kwakenbeek · Oplombeek · Rode · Sint-Paulus · Strijland · Wilderen · Woestijn

Belgische gemeenten · Arrondissement Halle-Vilvoorde · Vlaams-Brabant · Vlaanderen